# St. Colman's Park
St Colman's Park è uno stadio irlandese situato nella cittadina di Cobh, nella contea di Cork.
È lo stadio casalingo della squadra di calcio dei Cobh Ramblers Football Club che, attualmente, militano nella A Championship.
Grazie ai numerosi lavori realizzati negli scorsi anni, nonostante vanti una capienza di soli 5 000 posti, lo stadio ha un'ottima fama.
Su questo campo si disputarono alcune partite dell'Europeo Under-16 di calcio del 1994.